# Shane MacEachern
Shane MacEachern, kanadski hokejist, * 13. december 1967, Charlottetown, Prince Edward Island, Kanada.
MacEachern je večino svoje kariere preigral v severnoameriških hokejskih ligah, v ligi NHL je v sezoni 1987/88 odigral eno tekmo za St. Louis Blues. Po končani karieri v severnoameriških klubih, je v sezonah 1995/96 in 1996/97 igral v slovenski ligi za Jesenice in Olimpijo.

## Pregled kariere
Odebeljeno - reprezentančni nastopi, glej tudi Statistika pri hokeju na ledu.
| Moštvo                         | Liga           | Sezona  |    | Redni del | Redni del | Redni del | Redni del | Redni del | Redni del |   | Končnica | Končnica | Končnica | Končnica | Končnica | Končnica |
| ------------------------------ | -------------- | ------- | -- | --------- | --------- | --------- | --------- | --------- | --------- | - | -------- | -------- | -------- | -------- | -------- | -------- |
| Moštvo                         | Liga           | Sezona  | OT | G         | P         | T         | +/-       | KM        | OT        | G | P        | T        | +/-      | KM       |          |          |
| Verdun Juniors                 | QMJHL          | 198384  |    | 65        | 13        | 27        | 40        |           | 62        |   | 10       | 3        | 5        | 8        |          | 30       |
| Verdun Junior Canadiens        | QMJHL          | 1984/85 |    | 57        | 14        | 21        | 35        |           | 109       |   | 13       | 1        | 3        | 4        |          | 27       |
| Verdun Junior Canadiens        | QMJHL          | 1985/86 |    | 43        | 15        | 30        | 45        |           | 93        |   |          |          |          |          |          |          |
| Hull Olympiques                | QMJHL          | 1985/86 |    | 27        | 5         | 15        | 20        |           | 35        |   | 15       | 11       | 11       | 22       |          | 17       |
| Hull Olympiques                | QMJHL          | 1986/87 |    | 69        | 44        | 58        | 102       |           | 126       |   | 8        | 6        | 7        | 13       |          | 8        |
| Peoria Rivermen                | IHL            | 1987/88 |    | 68        | 18        | 30        | 48        |           | 67        |   | 7        | 1        | 6        | 7        |          | 8        |
| St. Louis Blues                | NHL            | 1987/88 |    | 1         | 0         | 0         | 0         |           | 0         |   |          |          |          |          |          |          |
| Peoria Rivermen                | IHL            | 1988/89 |    | 73        | 17        | 37        | 54        |           | 83        |   | 4        | 0        | 1        | 1        |          | 2        |
| Swindon Wildcats               | BHL            | 1989/90 |    | 9         | 17        | 17        | 34        |           | 10        |   |          |          |          |          |          |          |
| Norwich & Peterborough Pirates | BHL            | 1992/93 |    | 29        | 33        | 44        | 77        |           | 48        |   |          |          |          |          |          |          |
| Brantford Smoke                | CoHL           | 1994/95 |    | 71        | 30        | 52        | 82        |           | 58        |   |          |          |          |          |          |          |
| Acroni Jesenice                | Slovenska liga | 1995/96 |    |           |           |           |           |           |           |   |          |          |          |          |          |          |
| Hertz Olimpija                 | Slovenska liga | 1996/97 |    |           |           |           |           |           |           |   |          |          |          |          |          |          |
| Skupaj                         |                |         |    | 512       | 206       | 537       | 674       |           | 691       |   | 57       | 22       | 33       | 55       |          | 92       |